# GNU Mailutils
GNU Mailutils — набор ПО, состоящий из утилит, программ и библиотек для обработки электронной почты. Распространяется по лицензии GNU GPL.